# Regno Kachari
Il Regno Kachari (chiamato anche nel Medioevo Regno Dimasa) fu un potente regno nel Assam medievale.
I governanti appartenevano al popolo Dimasa, facenti parte del gruppo etnico Bodo-Kachari, che si sviluppò nel medioevo assamese nella nascita dell'antico regno Kamarupa.
Resti del regno esistettero fino all'avvento degli inglesi, questo regno diedee il suo nome ai due attuali distretti dell'Assam: il Distretto di Cachar e il Distretto dei Monti Cachar Settentrionali.

## Governanti

### A Dimapur
- Bicharpatipha
- Vikramadityapha
- Mahamanipha
- Manipha
- Ladapha
- Khorapha
- Khunkhorapha
- Detsungpha

### A Maibong
- Nirbhay Narayan (1540-c1550)
- Durlabh Narayan o Harmesvar (c1550-1576)
- Megha Narayana (1576-1583)
- Satrrudaman (Pratap Narayan, Jasa Narayan) (1583-1613)
- Nar Narayan (1613-)
- Bhimdarpa Narayan (Bhimbal Konwar) (-1637)
- Indraballabh Narayan (1637-)
- Birdarpa Narayan (-1681)
- Garurdhwaj Narayan
- Makardhwaj
- Udayaditya
- Tamradhwaj Narayan (1699-1708)
- Chandraprabha
- Suradarpa Narayan (-1730)
- Dharmadhwaj Narayan (Harischandra Narayan)
- Kirichandra Narayan (1735-1745)
- Gopichandra Narayan (1745-1757)

### A Khaspur
- Harischandra II (1757-1772)
- Krishnachandra Narayan (1772-1813)
- Gobindchandra Narayan (1813-1830)